# Liste der Kulturdenkmäler in Forstmehren
In der Liste der Kulturdenkmäler in Forstmehren sind alle Kulturdenkmäler der rheinland-pfälzischen Gemeinde Forstmehren aufgelistet. Grundlage ist die Denkmalliste des Landes Rheinland-Pfalz (Stand: 3. Mai 2023).

## Einzeldenkmäler
| Bezeichnung | Lage             | Baujahr         | Beschreibung                                                                             | Bild |
| ----------- | ---------------- | --------------- | ---------------------------------------------------------------------------------------- | ---- |
| Quereinhaus | Mittelweg 6 Lage | 18. Jahrhundert | zweizoniger Wohnteil eines ehemaligen Quereinhauses, teilweise Fachwerk, 18. Jahrhundert | BW   |